# Bourgogne (Marne)
Bourgogne je bývalá francouzská obec v departementu Marne v regionu Grand Est. V roce 2014 zde žilo 968 obyvatel.
K 1. lednu 2017 byla sloučena s obcí Fresne-lès-Reims a vznikla nová obec Bourgogne-Fresne.

## Vývoj počtu obyvatel
Počet obyvatel